# Antônio Alvarez Parada
Antonio Alvarez Parada (Macaé (RJ), 27 de dezembro de 1925  - São Paulo (SP), 15 de março de 1986), o Tonito, foi um professor de química do Colégio Estadual Luiz Reid, localizado em Macaé.
Tonito, como era carinhosamente conhecido por seus amigos e alunos, foi também escritor, poeta, historiador e jornalista, destacando-se como o maior historiador macaense, e seguramente, um dos maiores do interior do Estado do Rio de Janeiro.
Presidiu a Comissão dos festejos do Sesquicentenário de Macaé (1963).
Proferiu duas palestras no Instituto Histórico e Geográfico Brasileiro.
Recebeu a medalha Tiradentes na "Assembleia Legislativa do Estado do Rio de Janeiro", por iniciativa do Deputado Claudio Moacyr de Azevedo. Em 1989, foi eleito patrono do Centro de Memória da Prefeitura Municipal de Macaé, iniciativa pioneira no Estado do Rio de Janeiro, seguida por instituições com a Universidade Federal Fluminense (UFF).
Além de ter sido um prolífico escritor, com diversas obras publicadas, e tantas outras ainda à espera de publicação em seu acervo, compôs a poesia do hino da cidade de Macaé , tendo melodia composta pelo músico Lucas Vieira.
Filho de imigrantes espanhóis da Galícia (Marcial Alvarez Moreiras e Artêmia Parada Alvarez), Tonito viveu a maior parte dos seus dias numa casa da Rua Marechal Deodoro, centro de Macaé, com sua esposa Maria Bernadette Almeida Castro Alvarez, a Detinha, baiana, neta do Governador Frederico Rodrigues da Costa, portanto, parenta de figuras históricas como Quintino Bocaiuva.

## Obras
Algumas das obras do autor:
- Coisas e Gente da Velha Macaé - 1959
- ABC de Macaé - 1963
- Tratado de Cátions e Ânions - 1968
- Histórias da Velha Macaé - 1980
- Imagem da Macaé Antiga - 1981
- Meu nome, crianças, é Macaé - 1983
- Histórias Curtas e Antigas de Macaé - vols. I e II - 1995 - Edição Póstuma (Org. Nelson Mussi Rocha, Claudia Marcia Vasconcelos da Rocha e Vilcson Gavinho)
- Cartas da Província - 2006 - Edição Póstuma (Org. Larissa Frossard)
- Tonito - Antonio Alvarez Parada: O Fio de uma História - 2007 - Edição Póstuma (Org. Larissa Frossard e Vilcson Gavinho)